# Мархоф
Мархоф (нем. Marhof) — коммуна (нем. Gemeinde) в Австрии, в федеральной земле Штирия. 
Входит в состав округа Дойчландсберг.  Население составляет 1042 человека (на 31 декабря 2005 года). Занимает площадь 30,80 км². Официальный код  —  6 03 20.

## Политическая ситуация
Бургомистр коммуны — Херберт Виднер (СДПА) по результатам выборов 2005 года.
Совет представителей коммуны (нем. Gemeinderat) состоит из 15 мест.
- СДПА занимает 10 мест.
- АНП занимает 5 мест.